# Aleksander Kwaśniewski
Aleksander Kwaśniewski, född 15 november 1954 i Białogard, Polen, är en polsk politiker och var Polens president från den 23 december 1995 till den 22 december 2005. Han påbörjade sin karriär under den kommunistiska regimen, under vilken han var sport- och ungdomsminister.

## Utmärkelser
- Vita örnens orden,  1995
- Riddare med storkors av Sankt Mikaels och Sankt Georgsorden,  1996[1]
- Storkors av Sankt Olavs orden,  1996
- Storkors av Bathorden,  1996[1]
- Storkors av Vytautasorden,  4 mars 1996[2]
- Storkorsriddare med kedja av Republiken Italiens förtjänstorden,  28 maj 1996[3]
- Gyllene olympiska orden,  1997[4]
- Storkorset med kedja av Finlands Vita Ros orden,  17 april 1997[5]
- Storkorset av Vita dubbelkorsets orden,  20 augusti 1997[6]
- Österrikiska republikens förtjänstorden i guld,  1998[7]
- Storkedja av Henrik Sjöfararens orden,  12 februari 1998[8]
- Kedja av Terra Mariana-korsets orden,  20 april 1998[9]
- Ordenskedja av Rumänska Stjärnans orden,  1999[10]
- Storkorset av Storfurst Gediminas orden,  12 april 1999[2]
- Republiken Turkiets statsorden,  2000[11]
- Masarykuniversitetets stora guldmedalj,  2000[12]
- Kung Tomislavs stororden,  27 april 2001[13]
- Kedja av Isabella den katolskas orden,  11 maj 2001[14][15]
- Förbundsrepubliken Tysklands förtjänstorden - storkors av särskilda klassen,  2002
- Sloveniens frihetsorden,  2002[16]
- Storkors med kedja av Södra korsets orden,  2002[17]
- Vita stjärnans orden, kedjegrad,  13 mars 2002[18]
- Maltas nationalförtjänstorden,  25 oktober 2002[19]
- Orden "För framstående förtjänst", Uzbekistan,  30 juni 2003[20]
- Kedja av Vita lejonets orden,  2004[21]
- Hedersdoktor vid Hebreiska universitetet i Jerusalem,  2004[22]
- Storkorset med kedja av Vytautasorden,  2 november 2005[2]
- Förtjänstorden, första rangen,  24 november 2005[23]
- Mesrop Masjtots orden
- Malaysias kronorden
- Chilenska förtjänstorden
- Första klass av Jaroslav den vises orden
- Kisiel-priset
- Krysantemumorden
- Pro Memoria-medaljen
- Leendets orden
- Storkors av Polonia Restituta
- Tre Stjärnors orden, första klass
- Erkänslans kors
- Steiger Award
- Frälsarens orden
- Storkors med kedja av Ungerska förtjänstorden
- Perus order för framstående tjänst
- Vita örns orden
- Storkors av Leopoldorden
- Stora ordensbandet av Krysantemumorden
- Storkors av Hederslegionen

[Redigera Wikidata]